# Prasinocyma centralis
Prasinocyma centralis là một loài bướm đêm trong họ Geometridae.